# Філофей (папа Александрійський)
Філофей (копт. Ⲡⲁⲡⲁ Ⲁⲃⲃⲁ Ⲫⲓⲗⲟⲑⲉⲟⲥ; д/н — 21 листопада 1003) — 63-й папа (абба) Александрійський та патріарх усієї Африки при Святому Престолі Святого Марка у 979—1003 роках.

## Життєпис
Відомості про його походження та діяльності до 979 року, коли був обраний новим очільником церкви, обмежені. Знано лише, що був коптом і ченцем монастиря Макарія Великого.
Продовжив політику попередника, спрямовану на взаємодію з фатімідськими халіфами, зберігаючи протягом свого папства гарні відносини з Аль-АзізомБіллахом і Аль-Хакімом.
Також багато у ваги приділяв релігійній діяльності в царствах Мукурра-Нобатія та Алви, відправляючи до володарів останніх Георгіоса II і Стефаноса (Астабана) відповідно посольства. Від цих царів отримував щедрі подарунки та підтримку. В результаті розширилося церковне будівництво, охопивши сучасний регіон Дарфур (з ісламізацією останнього на фундаментах знесених церкво було зведено теперішні мечеті). Ймовірно також через папу халіфи здійснювали дипломатичні контакти з цими правителями.
Десь у 980-х роках висвятив нового а буну (митрополита) Даніїла для Церкви Аксуму і всією Ефіопії. Його попередник — Петрос — загинув у 960 році внаслідок захоплення Аксуму царицею Юдиф. Подальша війна між Діл-На'одом (потім його сином Махабар-Ведема) і Мара Таклою Гайманотом не сприяли церковному життю. Ймовірно перемога останнього і стабілізація політичної ситуацію дозволило папі відправити до Ефіопії нового абуну. З огляду на це Єфіопська православна церква розглядає Філофея як нового апостола, оскількина той час ця церква була в глибокому занепаді.
Разом з тим низка коптських середньовічних хроністів вказує на скандальність його буденного життя, оскільки начебто він мав багатьох коханок, накопичував церковні статки. Помер 1003 року. Новим папою лише через рік було обрано Захарію.

## Творчість
Є автором 4 книг арабською чи грецькою мовою, але усі вони були втрачені. Відомі їх назви латиною: «Declarator», «Rara commentatorum, et depravationes hereticorum», «Detectio arcanorum» і «Autobiographia». Припускають, що папа міг бути автором проповіді «De mandatis Domini nostri Jesu Christi».